# Uppåkrabrakteaterna
Uppåkrabrakteaterna (DR IK610 U, (DR IK591,1 U + DR IK591,2 U) och DR IK611 U) är tre brakteater med runinskrifter (varav en fragmentarisk) som hittats i Uppåkra i Skåne vid utgrävningarna av den gamla centralort från järnåldern som upptäckts där. De förvaras i Historiska museet i Lund.

## DR IK610 U
DR IK610 U är en atypisk guldbrakteat från folkvandringstiden hittad i Uppåkra,  försommaren 2005. Brakteaten bär en runinskrift med troligen magiskt innehåll.
Brakteaten hittades i det ytliga jordlagret vid ett "ceremonihus" vid utgrävningar av den gamla järnåldersstaden Uppåkra. Det har även hittats fler brakteater i området.
Typologiskt sett liknar Uppåkrabrakteaten en a-brakteat, på vilka man ser ett manshuvud sväva ovanför ett djur, men djuret saknas i detta fall. Där djuret brukar återfinnas finns några slags halsbågar avbildade som inte återfinns på andra brakteater.

### Inskriften
De 24 spegelvända runorna (lika många som den äldre futharken har totalt) löper runt bilden och ramas in med ornament runt brakteatens kant. Läsriktningen är antagligen från höger till vänster: ᛞ:ᚨ?ᚢ?ᚱᚨᚷᚨ:ᛟ?ᛞ:?ᚨᛁᚲᚢᚠᚹᚷᛏᚢ:ᛟ?. Den nionde och tionde runan (k och i - ᚲ och ᛁ) är till skillnad från resterande runor något otydliga. Några tecken stämmer inte med vedertagna runor. Den tredje och trettonde skulle kunna vara Þ (ᚦ) utan huvudstav, men det är osäkert. Den femte runan påminner om ett upp och nedvänt "V" (Λ) och påminner om runan u (ᚢ) men då u förekommer korrekt på andra ställen i inskriften är detta osäkert. Den elfte och den sista runan är högst troligen en bindruna där runan t (ᛏ) fått dubbla bistavar och därmed står för tt.
Inskriften lyder translittererad:

d : a ? u ? r a g a : o t͡t d : ? a i k u f w g t u : o t͡t 

### Tolkning
Inskriften är troligen inte menad att läsas som vanlig text, utan har en magisk innebörd. Inskriften har trots det flera intressanta drag. Runorna är lika många som det totala antalet runor i den äldre futharken (24). De två bindrunorna byggda på t - med betydelsen *tīwaz/*teiwaz: Tyr, segerguden - återkommer på andra runristningar (Själlandsbrakteaten), och erinrar om en strof i eddadikten Sigrdrífumál:
Segerrunor skall du kunna

om du vill seger hava,

och rista på svärdets hjalt,

några på hjaltskon,

några på hjaltstången,

och nämna två gånger Tyr.

Vidare flankeras bindrunorna på båda ställena av o och d (ᛟ,ᛞ); dessa runor är de sista två i den äldre futharken, och kan vara någon typ av förstärkning av bindrunan. Dessutom figurerar både o och d i den germanske guden Wodans, senare Odens, namn. Den äldre högste segerguden Tiwaz (Tyr) trängdes under folkvandringstiden i Skandinavien undan av (alternativt smälte samman med) den nye huvudguden, allfadern, Wodan/Oden, vilket han också är senare under vikingatiden. Eventuellt vittnar runristningen om denna maktkamp.
Majoriteten av runorna kommer från futharkens första ätt. Enbart i är från andra ätten, och från tredje ätten finns o, d och t. Om o och d ses förstärkningsrunor har vi bara i från andra och t från tredje ätten med. Det visar eventuellt på en orimlig fördelning: alla runorna från första ätten finns med, och enbart en från andra och en från tredje ätten.
Någon övrig förklaring till runornas ordning och innebörd har ännu inte kunnat ges.

## DR IK591,1 U, DR IK591,2 U
DR IK591,1 U, DR IK591,2 U hittades i maj 2000, och är en brakteat av C-typ. Den hittades en liten bit från platsen där DR IK 587 U hittades, men antas ha varit en separat deposition. Brakteaten var vikt, vilket måste ha skett innan depositionen. Motivet består av ett huvud med flätat hår, eventuellt en kunglig insignie jämförbar med de merovingiska reges criniti, samt en germansk ikonografisk motsvarighet till det kejserliga diadem som också hittas på brakteater. Brakteaten är daterad till slutet av 500-talet e.Kr. 

### Inskriften
Inskriften lyder sima(1?)ina | alu |, och har visat sig vara svår att tolka.

### Tolkning
Ett flertal tolkningar har framförts. Ottar Grønvik (2005) och Morten Axboe (2011) läser sima þīna alu vilket tolkas som "Starkt föl. Öl." Marie Stoklund (2002) läser sīma (w)īna alu vilket tolkas som "Rep. Vin. Öl.". Denna möjliga tolkning håller McKinnell (2004), Axboe (2011) med om.

## DR IK611 U
DR IK611 U är ett fragment av en brakteat, och den läsbara delen av inskriften är bara en runa: ?t?.